# Eilicrinia ophthalmicata
Eilicrinia ophthalmicata là một loài bướm đêm trong họ Geometridae.